# Liste der Monuments historiques in Montier-en-l’Isle
Die Liste der Monuments historiques in Montier-en-l’Isle führt die Monuments historiques in der französischen Gemeinde Montier-en-l’Isle auf.

## Liste der Objekte
| Bezeichnung                                                    | Beschreibung                     | Standort                                  | Kennzeichnung | Schutzstatus | Datum | Bild |
| -------------------------------------------------------------- | -------------------------------- | ----------------------------------------- | ------------- | ------------ | ----- | ---- |
| Grabstein für N. de Sainte Brice                               | Kalkstein, bezeichnet 1543       | in der Kirche St-Pierre-et-St-Paul (Lage) | PM10001264    | Classé       | 1913  |      |
| Grabstein für N. de Gennes                                     | Kalkstein, bezeichnet 1537       | in der Kirche St-Pierre-et-St-Paul (Lage) | PM10001263    | Classé       | 1913  |      |
| Grabstein für Edmond de Gennes und Marguerite de Saint-Quentin | Marmor, bezeichnet 1612 und 1622 | in der Kirche St-Pierre-et-St-Paul (Lage) | PM10001265    | Classé       | 1913  |      |